# The Procussions
The Procussions est un groupe de hip-hop américain, originaire de Colorado Springs, dans le Colorado, et actuellement basé à Los Angeles, Californie. 

## Biographie

### 1998–2002
The Procussions sont formés à Colorado Springs, dans le Colorado en 1998 lorsque deux b-boy crews – SOL et TSF – décident de s'unir. Le groupe se compose de cinq membres : Mr. J. Medeiros, Stro (the 89th Key) Elliot, Rez (originellement Resonant), Vise Versa et Qq (prononcé 'Q'). Le groupe devient un quartette deux ans plus tard après le départ de Qq à la suite d'une chute sur scène à Denver. Le groupe continue à jouer à travers le Colorado, aux côtés de groupes comme Run-DMC, The Pharcyde, et de rappeurs comme Common, puis publie deux singles en format vinyle, All That It Take et Leave Her Alone, distribués par le label ABB Records. All That It Takes atteint la neuvième place des classements au College Music Journal, et les top 10 et 20 d'Urban Networks et d'Insomniac, tandis que Leave Her Alone atteint la quatrième place des classements Rap Attack DJ. À cette période, Mr. J convainc le groupe de se relocaliser à Los Angeles pour qu'ils puissent se consacrer à plein temps à leur carrière musicale. Peu après, Vise Versa quitte The Procussions pour former le groupe Deux Process.

### 2003–2007
Une fois à Los Angeles, The Procussions publient un premier album indépendant, As Iron Sharpens Iron, au label Bassmentalism Records le 28 octobre 2003. L'album atteint la cinquième place des CMJ Hip-Hop. Au début de 2004, The Procussions entrent en studio aux côtés du producteur et ingénieur-son Jason Skills des Sound Providers, pour l'enregistrement d'une jam session de 8 heures avec Stro à la batterie et Rhodes au piano, et de spoken word et de rîmes freestyle avec Rez et Mr J,. La session forme la base de ce que deviendra l'EP orienté jazz, Up All Night, exclusivement publié au Japon le 20 septembre 2004.
En 2006, le groupe enregistre un deuxième album, 5 Sparrows For 2 Cents, avec Stro et la production et Rez à la direction artistique. Après quelques discussions avec de nombreux labels, le groupe devient le premier à signer chez Rawkus Records, à cette période de retour dans le marché musical. 5 Sparrows devient le premier album post-réédité par Rawkus, mis sur le marché en 2006, et atteint la huitième place du Billboard Heatseekers. La publication de l'album coïncide avec la première date de leur tournée internationale.
Tandis que leurs albums gagnent l'intérêt du public, The Procussions tentent de solidifier leur popularité en tournant aux États-Unis, au Canada, au Japon, en Australie, et en Europe. Ils se popularisent sur scène grâce aux séances de batterie et à DJ Vajra aux platines. Au fil de leurs trois premiers albums, ils jouent aux côtés de groupes et artistes notoires comme The Roots, Sound Tribe Sector 9, et Talib Kweli. Après la publication de 5 Sparrows For Two Cents, The Procussions participent au Storm Tour avec Aceyalone, Ugly Duckling, ¡Mayday! et Wrekonize, jouant dans 40 villes en six mois. Ils reviennent également en Europe pour une série de dates. Après leur tournée américaine, ils rencontrent Ali Shaheed Muhammad du groupe A Tribe Called Quest, qui les a suivi au long de leur carrière, et leur demande de participer au Bounce Tour de 2K Sports. The Procussions acceptent et jouent dans 15 villes avec Tribe et Rhymefest. En tournée en France en 2004, The Procussions jouent avec Hocus Pocus et les deux groupes collaborent par la suite

### 2007–2012
En 2007, The Procussions fait une pause afin que les membres puissent se consacrer à leur carrière en solo. Durant cette période, Mr J. publie son premier album solo, Of Gods and Girls, au label Rawkus Records, le 24 juillet 2007, et Rez quitte le groupe pour se consacrer au design, web design, et à la photographie. Au début de 2008, Mr J et Stro décide officiellement de dissoudre The Procussions et continuer leur carrière solo.
Pendant les années qui suivent, Mr. J. se consacre activement à sa carrière solo et fonde son propre label, De Medeiros, en 2009. Cette année, il publie un EP, The Art of Broken Glass, avec Boonie Mayfield à la production, et son second album, Friends Enemies Apples Apples, avec Stro Elliot à la production. En 2011, il publie Saudade, qu'il produit avec Stro Elliot et Luke Atencio sous le nom de The Stare. Ils collaborent une nouvelle fois pour l'EP, Pale Blue Dot, publié en 2012, qui inclut un remix du titre de 20Syl de Hocus Pocus en featuring avec le rappeur canadien Shad Kandi, grâce à qui Mr J. reçoit l'International Portuguese Music Award en 2013. En 2012, il publie plusieurs singles : The Rockies (en souvenir du Colorado), Two Light Beams, I Hate My Job (avec Stro), The Marquee, et Tricycle (avec Relic et Rational). Les singles sont produits par Stro et plus tard ajoutés dans l'EP The Rockies EP.
Hormis ses collaborations avec Mr J., Stro continue de travailler en tant que producteur indépendant, aux côtés notamment de Raashan Ahmad, Sareem (Sharlok) Poems, One Block Radius, Wrekonize, Phonte, et Othello. Le 26 juillet 2011, il publie Stro's Old Beat Farm, une collection de 18 pistes hip-hop instrumentales composées entre 2004 et 2011. En 2012, il compose pour le long-métrage Victor de Hilton Carter. Il compose également pour une série de courts-métrages appelée Lessons.

### Depuis 2012
En 2012, à la demandes des fans et promoteurs, Mr J. et Stro se réunissent sous le nom de The Procussions pour un spectacle dans le Colorado. Tandis que le spectacle génère un nouveau gain de popularité pour le groupe, ce dernier réfléchit à un potentiel nouvel album. Le 12 septembre 2012, ils lancent une campagne sur Indiegogo pour collecter les fonds nécessaires. La campagne atteint le double des gains espérés et un album est publié. Le 24 avril 2013, cinq titres extraits de l'album sont mis en ligne dans l'EP The Procussions EP en version limitée. L'album fait participer Shad Kandi], ¡Mayday!, 20Syl (de Hocus Pocus), et le trompettiste italien J. Kyle Gregory. L'album est publié en Europe via Yotanka le 16 septembre 2013 et aux États-Unis le 23 septembre 2013. Depuis, The Procussions continuent leurs performances avec deux tournées européennes aux côtés de DJ Manwell.
Ils font un featuring avec l'artiste français Hippocampe Fou sur le morceau Dream dans l'album Céleste en 2015.

## Discographie

### Albums studio
- 2003 : ...As Iron Sharpens Iron
- 2006 : 5 Sparrows for 2 Cents
- 2013 : The Procussions

### EP
- 2004 : Up All Night